# Justin Williams (Eishockeyspieler)
Justin Williams (* 4. Oktober 1981 in Cobourg, Ontario) ist ein ehemaliger US-amerikanisch-kanadischer Eishockeyspieler. Der rechte Flügelstürmer absolvierte zwischen 2000 und 2020 über 1200 Partien in der National Hockey League (NHL) und war dabei für die Philadelphia Flyers, Carolina Hurricanes, Los Angeles Kings und Washington Capitals aktiv. Mit den Hurricanes, bei denen er gegen Ende seiner Karriere ein zweites Mal unter Vertrag stand und das Team als Kapitän anführte, gewann er in den Playoffs 2006 seinen ersten Stanley Cup. Diesen Erfolg wiederholte er in den Jahren 2012 und 2014 mit den Los Angeles Kings, wobei er 2014 zudem mit der Conn Smythe Trophy als Playoff-MVP geehrt wurde. Darüber hinaus errang Williams mit der kanadischen Nationalmannschaft jeweils die Goldmedaille bei den Weltmeisterschaften 2004 und 2007.

## Karriere

### Philadelphia und Carolina
Williams begann seine Karriere in der Ontario Hockey League bei den Plymouth Whalers und wurde schließlich beim NHL Entry Draft 2000 als 28. in der ersten Runde von den Philadelphia Flyers ausgewählt (gedraftet). Anschließend stand er zwischen 2000 und 2004 in vier Spielzeiten für die Flyers auf dem Eis, wurde dabei jedoch von mehreren Verletzungen, unter anderem ein Handbruch seiner Rookie-Saison 2000/01 sowie ein Kreuz- und Innenbandriss nach einem Check von Gegenspieler Brad Lukowich im März 2003, zurückgeworfen. Weiterhin hatte der Angreifer durch die vielen Trainer- und den damit verbundenen Systemwechseln enorme Schwierigkeiten, sich auf dem Niveau der höchsten Spielklasse Nordamerikas etablieren.
In einem Tauschgeschäft wurde Williams schließlich im Januar 2004 für den Verteidiger Daniil Markow innerhalb der Liga zu den Carolina Hurricanes transferiert. Während des Lockout in der Saison 2004/05 spielte der Rechtsschütze für den Luleå HF in der schwedischen Elitserien und markierte dort 32 Scorerpunkte in 49 Spielen. Im Sommer 2005 erhielt er eine einjährige Vertragsverlängerung bei den Hurricanes und spielte in der anschließenden Spielzeit 2005/06 mit 31 Treffern und 45 Torvorlagen die bisher punktbeste Saison seiner NHL-Karriere. Auch in den Play-offs überzeugte Williams mit guten Offensivleistungen und hatte mit 18 Scorerpunkten in 25 Spielen einen maßgeblichen Anteil am ersten Stanley-Cup-Sieg seiner Mannschaft, nachdem man im Finale die Edmonton Oilers besiegte und der Kanadier mit einem Empty-Net-Tor zum 3:1-Endstand im entscheidenden Spiel der Serie traf. Im Sommer 2006 wurde sein Vertrag in Carolina um insgesamt fünf Jahre bei einem kolportieren Jahresgehalt von 3,5 Millionen US-Dollar verlängert. In der Saison 2006/07 konnte Williams an die Leistung aus der vorigen Spielzeit anknüpfen und durfte im Januar 2007 erstmals am NHL All-Star Game teilnehmen.
Nachdem der Flügelstürmer auch im folgenden Jahr einen guten Saisonstart mit 30 Scorerpunkten aus den ersten 36 Partien verzeichnete, erlitt Williams im Dezember 2007 nach einem Check von Rostislav Olesz im Spiel gegen die Florida Panthers erneut einen Kreuz- und Innenbandriss, woraufhin er rund vier Monate ausfiel. Bei seinem Comeback im April 2008 zog sich der Kanadier eine Rückenverletzung zu, welche für ihn das endgültige Saisonaus bedeutete. Auch die folgende Spielzeit war für Williams von Verletzungen geprägt, so erlitt er während der Saisonvorbereitung im September 2008 einen Riss der Achillessehne. Er kehrte einen Monat früher als geplant auf das Eis zurück und spielte im Dezember 2008 die erste vollständige NHL-Partie nach elf Monaten.

### Los Angeles und Washington
Im März 2009 wurde Williams im Austausch gegen Patrick O’Sullivan und einen Zweitrunden-Draft-Pick zum Ligakonkurrenten Los Angeles Kings transferiert. Im Sommer 2011 wurde der Vertrag bei den Kings um vier Jahre bei einem Gesamtgehalt von 14,6 Millionen US-Dollar verlängert. In der Saison 2011/12 konnte er dann schließlich erstmals wieder an seine Leistungen aus vergangenen Jahren anknüpfen und markierte 59 Scorerpunkte in 82 Spielen. Auch den Play-offs verzeichnete Williams mit vier Treffern und 11 Torvorlagen solide Werte und konnte mit seiner Mannschaft im Finale gegen die New Jersey Devils den zweiten Stanley Cup seiner Karriere gewinnen. Die Saison 2013/14 sollte schließlich die erfolgreichste in Williams' Karriere werden. Nach zunächst eher mäßigen Offensivleistungen in der Hauptrunde konnte der Kanadier in den Play-offs durch starke Auftritte überzeugen und markierte beim erneuten Stanley-Cup-Sieg der Kings insgesamt neun Tore und 16 Assists sowie einen Plus/Minus-Wert von +13. Nach dem Titelgewinn wurde Williams mit der Conn Smythe Trophy als wertvollster Spieler der post season ausgezeichnet.
Nach Auslaufen seines Vertrages wurde Williams im Anschluss an die Saison 2014/15 zum Free Agent und unterschrieb im Juli 2015 einen Zweijahresvertrag bei den Washington Capitals. Im Januar 2016 erzielte er beim 5:2-Sieg gegen die New York Rangers den zweiten Hattrick seiner bisherigen NHL-Karriere. Am letzten Spieltag der Saison 2015/16 absolvierte der Kanadier sein 1000. Spiel der regulären Saison in der NHL.

### Rückkehr nach Carolina und Karriereende
Nach einem weiteren Jahr in der Hauptstadt kehrte er im Sommer 2017 zu den Carolina Hurricanes zurück, wo er mit Beginn der Saison 2018/19 als Mannschaftskapitän fungiert. Schließlich erfüllte er dort seinen Zweijahresvertrag und verkündete im Sommer 2019, dass er vorerst eine Pause von der NHL einlegen wolle. Als Grund gab er an, dass er sich unsicher bezüglich seiner derzeitigen Ziele im Eishockey sei („[…] I’ve felt unsure of my aspirations with regards to hockey“). Diese selbstgewählte Pause beendete er, als er im Januar 2020 im Rahmen eines Einjahresvertrages zu den Hurricanes zurückkehrte. Diesen erfüllte er und verkündete im Oktober 2020 offiziell das Ende seiner aktiven Karriere. Insgesamt hatte er 1264 NHL-Partien absolviert und dabei 797 Scorerpunkte verzeichnet.
Während seiner Karriere erhielt Williams den Spitznamen „Mr. Game Seven“ für seine herausragenden Statistiken in einem entscheidenden siebten Spiel einer Playoff-Serie. Acht von neun bestrittenen Partien dieser Art gewann er und verzeichnete dabei insgesamt 15 Scorerpunkte, so viel wie kein anderer Spieler der NHL-Historie.
Im Februar 2021 gaben die Hurricanes bekannt, dass Williams fortan als Berater im Management des Franchise tätig ist.

### International
In den Jahren 2004 und 2007 gewann Williams mit der kanadischen Nationalmannschaft die Eishockey-Weltmeisterschaft.

## Erfolge und Auszeichnungen
| - 2000 Teilnahme am CHL Top Prospects Game - 2002 Teilnahme am NHL YoungStars Game - 2006 Stanley-Cup-Gewinn mit den Carolina Hurricanes - 2007 Teilnahme am NHL All-Star Game | - 2012 Stanley-Cup-Gewinn mit den Los Angeles Kings - 2014 Stanley-Cup-Gewinn mit den Los Angeles Kings - 2014 Conn Smythe Trophy |

### International
- 2004 Goldmedaille bei der Weltmeisterschaft
- 2007 Goldmedaille bei der Weltmeisterschaft

## Karrierestatistik

### International
Vertrat Kanada bei:
- Weltmeisterschaft 2002
- Weltmeisterschaft 2004
- Weltmeisterschaft 2007

(Legende zur Spielerstatistik: Sp oder GP = absolvierte Spiele; T oder G = erzielte Tore; V oder A = erzielte Assists; Pkt oder Pts = erzielte Scorerpunkte; SM oder PIM = erhaltene Strafminuten; +/− = Plus/Minus-Bilanz; PP = erzielte Überzahltore; SH = erzielte Unterzahltore; GW = erzielte Siegtore; 1 Play-downs/Relegation; Kursiv: Statistik nicht vollständig)

## Persönliches
Neben der kanadischen besitzt Williams seit 2017 auch die US-amerikanische Staatsangehörigkeit.